# Хајнрих Глајхцаре

Хајнрих Глајхцаре је био аутор из 12. века, вероватно из Алзаса, од кога потиче Reinhart Fuchs(Рајнхарт лисац), први животињски еп немачког језика. Епитет „Gleißner" (=варалица, лицемер) је грешком пребачен са лисца на песника. Могуће је да су покровитељи песника били грофови од Дагсбурга или Церингена. 
О Хајнриховом статусу се ништа не зна, али оно што је упадљиво је његово познавање права, које се налази у Reinhart Fuchs и које ово дело чини важним извором немачке правне историје. 

Хајнрихова средњовисоконемачка епска песма Reinhart Fuchs сачувана је у три рукописа:
• каселски фрагменти са нацртом С (по Посланици Јакоба Грима Карлу Лахману), у Библиотеци Мурхарт у Каселу, датирани на почетак 13. века, представљају најстаријег сведока преношења;
- хајделбершка збирка бајки (нацрт П или Х) Универзитетске библиотеке Хајделберга, потиче из 1320-1330, Reinhart Fuchs је унет на колонама 167ва-181вб;
- рукопис Калоче (К) из 1949. под потписом Бодмер 72 у Библиотеци Мартин Бодмер, кантон Женева, је отприлике подједнако стар као нацрт П; Хајнрихов рад овде стоји у колонама 162в-177в.

Дело, које је јасно критички настројено према друштву (антисемитском), је настало после 1192. по угледу на старофранцуски Le Roman de Renart; пародирајући наслов Песме о Нибелунзима, названа је и Isengrîmes nôt. То је једини животињски еп на немачком језику из овог периода.
Мотив из Reinhartа Fuchsa је касније преузет и у народној књизи Reynke de Vos, као и код Гетеа.